# Artediellus
Artediellus – rodzaj morskich ryb skorpenokształtnych z rodziny głowaczowatych (Cottidae).

## Klasyfikacja
Gatunki zaliczane do tego rodzaju:
- Artediellus aporosus
- Artediellus atlanticus
- Artediellus camchaticus
- Artediellus dydymovi
- Artediellus fuscimentus
- Artediellus gomojunovi
- Artediellus ingens
- Artediellus miacanthus
- Artediellus minor
- Artediellus neyelovi
- Artediellus ochotensis
- Artediellus pacificus
- Artediellus scaber
- Artediellus schmidti
- Artediellus uncinatus – garbonos[3]

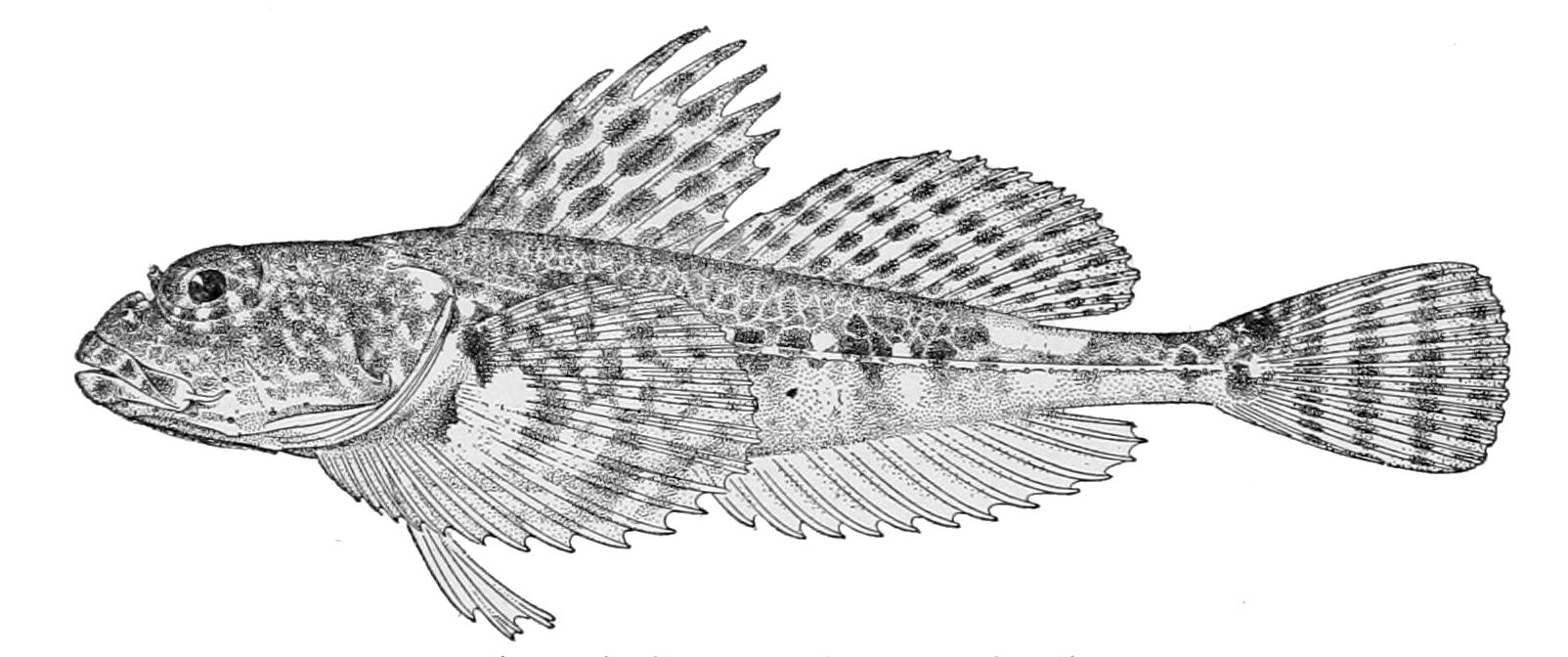
Artediellus camchaticus
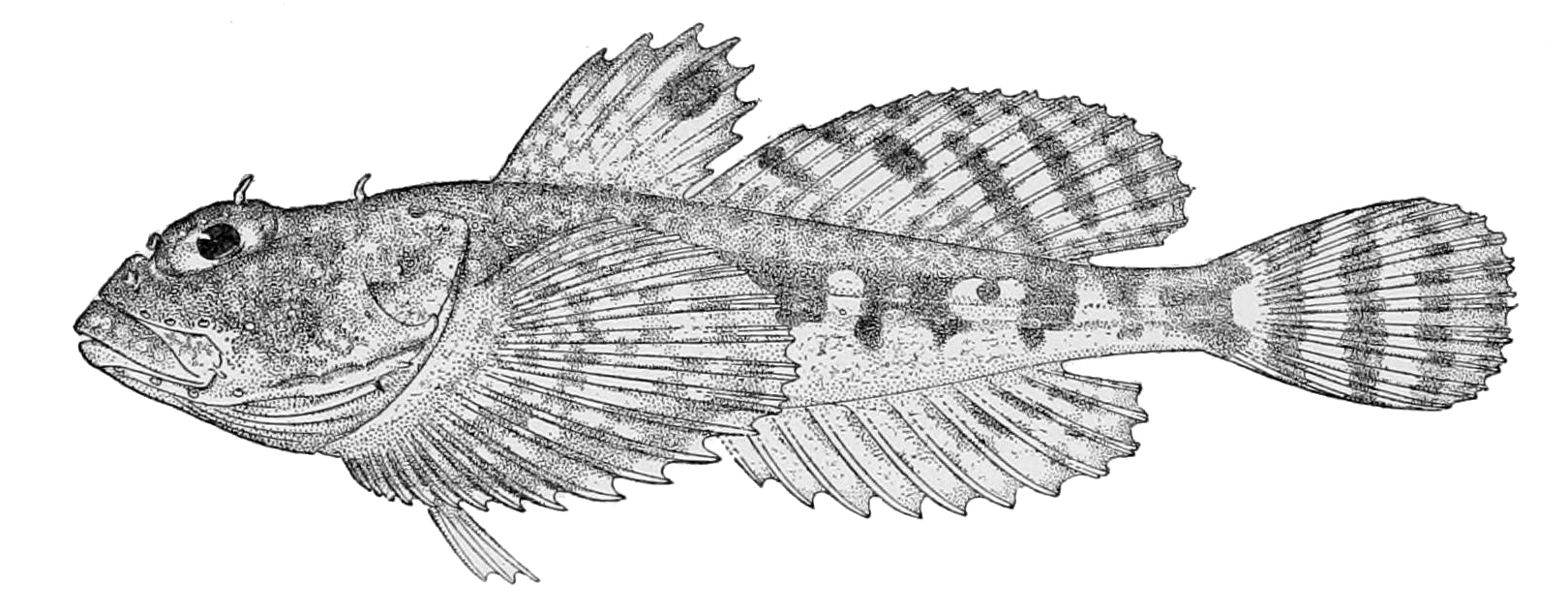
Artediellus miacanthus
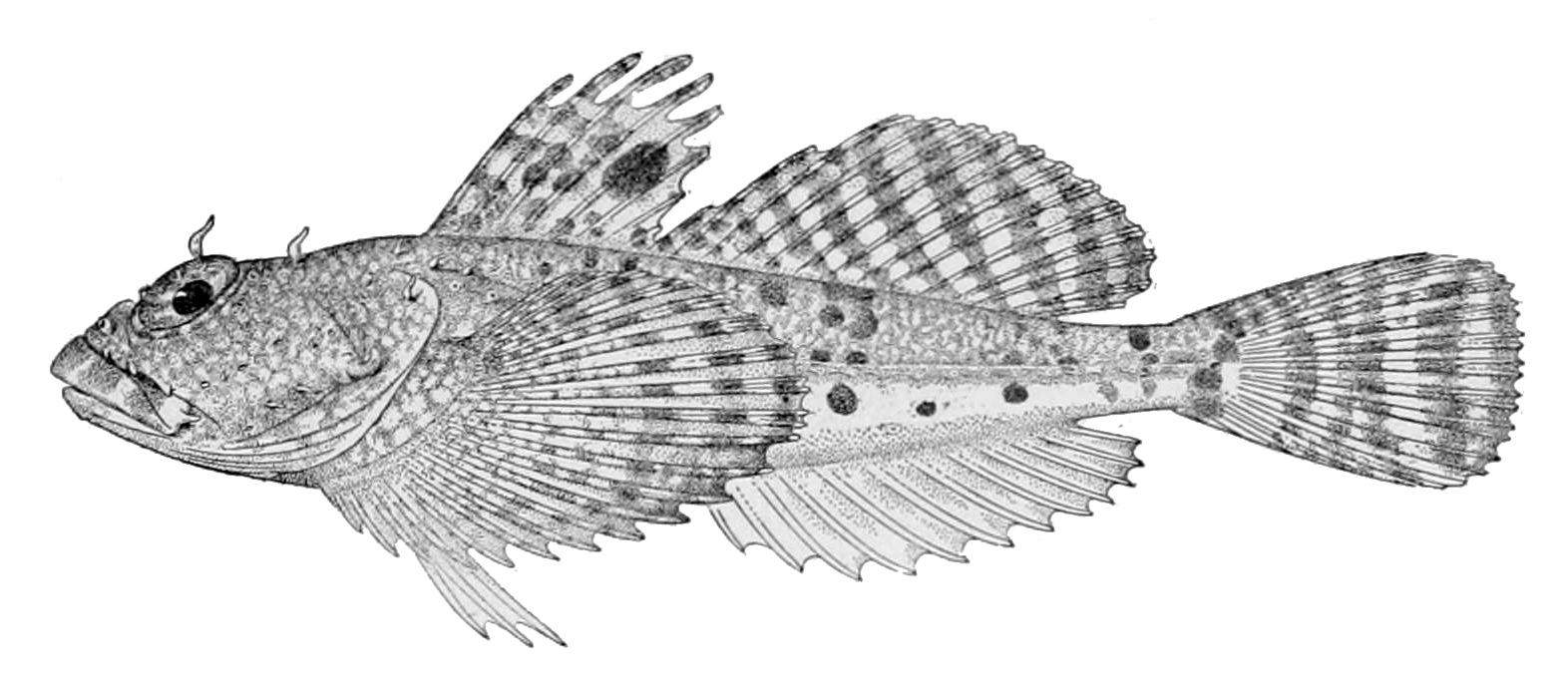
Artediellus ochotensis
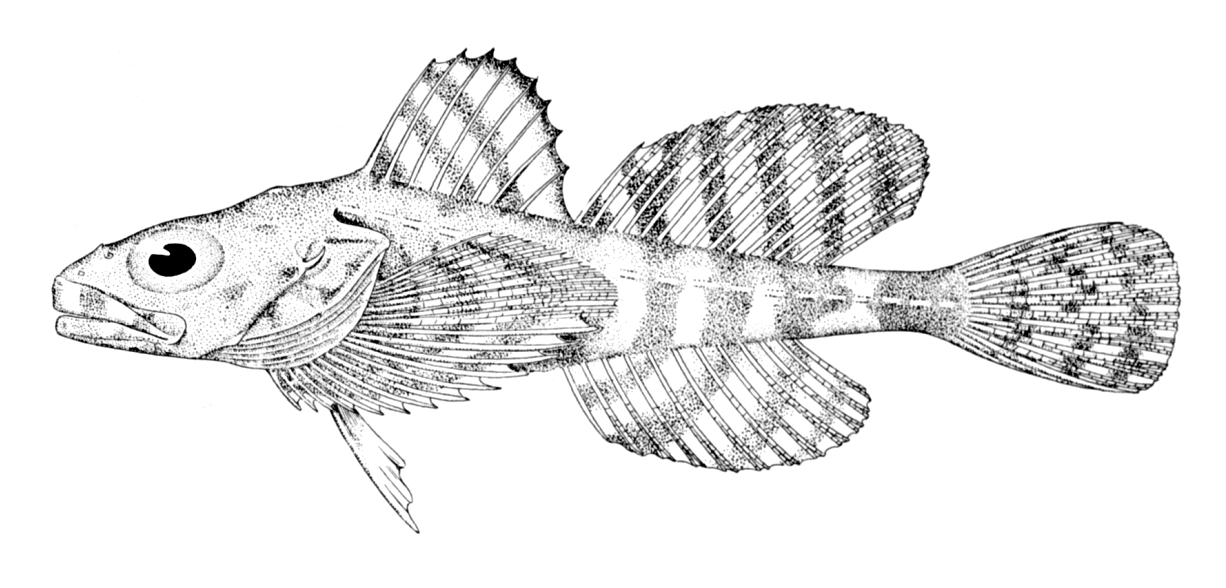
Artediellus uncinatus